# 馬布利 (阿拉巴马州)
馬布利（英語：Marbury）是一個位於美國阿拉巴馬州奧陶加縣的非建制地區以及普查规定居民点 。根據2010年美國人口普查，馬布利的人口數目有1,418人。

## 地理
馬布利的座標為32°42′04″N 86°28′16″W / 32.701241°N 86.471088°W，而該地最高點為海拔高度159米。

## 在電影作品中
在電影《大智若魚》其中一幕中，主角們的父親舉辦葬的教堂便是位於馬布利的。